# جینگ بیروک
جینگ بیروک (انگلیسی: Jingbirok) در انگلیسی به نام کتاب اصلاحات شناخته می‌شود. یک گزارش دست اول از تهاجم هیده‌یوشی به کره (۱۵۹۸–۱۵۹۲) است که توسط دانشمند عالی‌رتبه پادشاهی چوسان محقق-رسمی ریو سونگ-ریونگ نوشته شده‌است. وی قدرت تصمیم‌گیری در سطح بالا در مورد دودمان مینگ - و همچنین قادر به دسترسی به همه پرونده‌ها بوده‌است. این کتاب به یک منبع ارزشمند در مطالعه درگیری و روابط چین و کره-ژاپن تبدیل شده‌است.